# L’Eroica

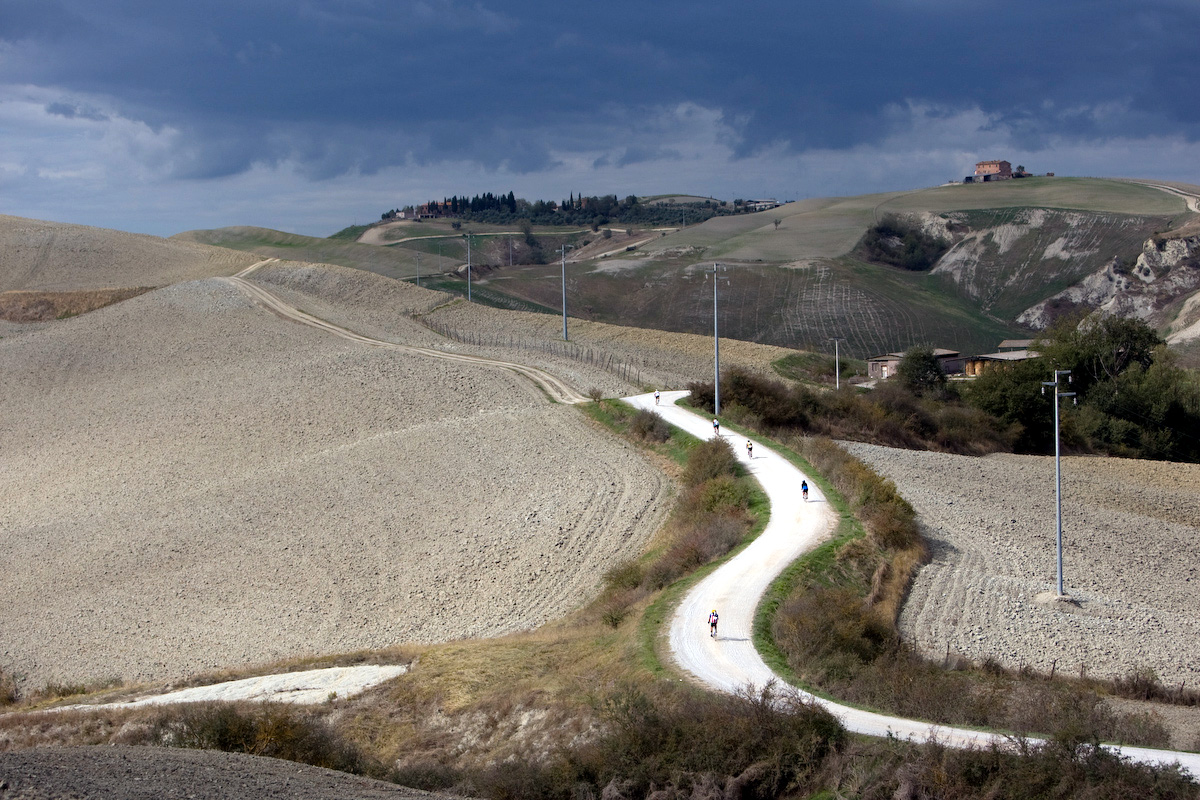
L’Eroica (2008)

L’Eroica ist eine jährlich im Chianti-Gebiet in der Toskana, Italien, stattfindende Radsportveranstaltung, die mit historischen Rennrädern bestritten wird. 2024 fanden sechs derartige Veranstaltungen in Italien statt (L'Eroica, Eroica Dolomiti, Eroica Mantalcino, Nova Eroica Prosecco Hills, Nova Eroica Gran Sasso, Nova Eroica Buonconvento).
Durch das zunehmende Interesse an klassischen Rädern mit Stahlrahmen und Anbauteilen vergangener Epochen stieg die Teilnehmerzahl der 1997 erstmals ausgetragenen Veranstaltung ständig. 2008 war das erste Jahr, in dem das „Rennen“ mit 3000 Teilnehmern ausgebucht war. Zur Wahl standen vier verschiedene Streckenlängen (38 km, 75 km, 135 km und 205 km). Neben dem Rennen gibt es einen großen Teilemarkt und diverse Festivitäten.
Die Topografie und Beschaffenheit der Strecke macht die Rundfahrt zu einer Herausforderung, da etwa 50 % der Strecke aus den für die Toskana typischen „weißen Straßen“ (strade bianche) besteht. Dies sind Schotterstraßen, welche teilweise schwierig zu befahren sind. Darüber hinaus sind bei der längsten Strecke knapp 3800 Höhenmeter zu überwinden. Seit 2009 sind „moderne“ Fahrräder (ab ca. 1987) nicht mehr zugelassen.
2024 gab es Ableger der Eroica in Kuba, Kalifornien, Spanien, der Schweiz, den Niederlanden (seit 2016), Deutschland (seit 2017), Südafrika und Japan.